# Konståret 1953

## Händelser
- Moderna museets vänner bildades som en stödförening till Moderna museet
- Ett konstpris instiftas i den tyske, expressionistiske bildkonstnären Wilhelm Morgners namn i födelsestaden Soest.

## Verk
- Litografin Relativitet av den nederländske konstnären Maurits Cornelis Escher trycks för första gången i december 1953.

## Födda
- 5 januari – Ola Backström (död 2004), svensk musiker och konstnär.
- 15 januari – Gunilla Sköld-Feiler, svensk konstnär.
- 10 februari – Jonas Bohlin, svensk skulptör och formgivare.
- 10 mars – Olle Berg, svensk serieskapare, illustratör och animatör samt lärare.
- 30 mars – Mats Pettersson, svensk konstnär.
- 1 april – Sassa Buregren, svensk konstnär, illustratör och författare.
- 30 april – Zigge Holmgren, svensk konstnär och fotograf.
- 11 maj – Pia Jämtvall, svensk konstnär och illustratör.
- 12 juli – Thotte Dellert, svensk artist, konstnär och kulturpersonlighet.
- 17 september
  - Max Book, svensk konstnär, målare. Professor vid Konsthögskolan i Stockholm.
  - Lars Nittve, svensk konstkritiker och museiman.
- 22 september – Ann Forslind, svensk författare och illustratör.
- 26 september – Peter Halley, amerikansk konstnär.
- 8 oktober – Fredrik Wretman, svensk skulptör.
- 10 november – Gustavo Aguerre, svensk konstnär.

## Avlidna
- 27 januari – Georg Stoopendaal (född 1866), svensk målare och tecknare.
- 17 mars – Charles Friberg (född 1868), svensk målare och skulptör.
- 17 mars - Pelle Malmborg, svensk målare och grafiker
- 23 mars – Raoul Dufy (född 1877), fransk målare.
- 10 april – Gunnar Widholm (född 1882), svensk målare, tecknare och grafiker.
- 28 april – Christian Kruse (född 1876), svensk konstnär.
- 31 maj – Vladimir Tatlin (född 1885), rysk målare och arkitekt.
- 23 juni – Albert Gleizes (född 1881), fransk målare.
- 30 juni – Elsa Beskow (född 1874), svensk barnboksförfattare och illustratör.
- 25 juli – Hjalmar Eldh (född 1881), svensk målare och lärare.
- 28 augusti – Emma Lundberg (född 1869), svensk målare och trädgårdsarkitekt.
- 15 september – Erich Mendelsohn (född 1887), tysk arkitekt, företrädare för expressionismen inom arkitekturen.
- 2 oktober – John Marin (född 1870), amerikansk målare.
- 6 oktober – Vera Muchina (född 1889), rysk konstnär och skulptör med en framträdande position inom den sovjetiska konsten.
- 8 oktober – Natanael Beskow (född 1865), författare, konstnär, psalmdiktare, teolog och socialarbetare.
- 28 oktober – Mimmi Lundström-Börjeson (född 1857), svensk textilkonstnär.
- 19 november
  - Hilma Persson-Hjelm (född 1877), svensk konstnär, keramiker, målare, tecknare.
  - Hugo Backmansson (född 1860), finländsk målare och överstelöjtnant.
- 30 november – Francis Picabia (född 1879), fransk konstnär.
- 23 december – Hugo Gehlin (född 1889), svensk konstnär, grafiker och skulptör.
- 26 december – David Milne (född 1882), kanadensisk målare.
- okänt datum – J. Laurie Wallace (född 1864), irländsk/amerikansk konstnär.